# Kils församling
För andra betydelser, se Kils församling (olika betydelser).
Kils församling var en församling i Strängnäs stift och i Örebro kommun i Örebro län (Närke). Församlingen uppgick 2002 i Axbergs församling.

## Administrativ historik
Församlingen har medeltida ursprung. 
Församlingen var till 1962 moderförsamling i pastoratet Kil och Gräve som till 1659 även omfattade Ekers församling. Från 1962 till 2002 var församlingen annexförsamling i pastoratet Axberg, Hovsta, Kil och Ervalla. Församlingen uppgick 2002 i Axbergs församling.

## Kyrkor
- Kils kyrka